# Ælfgar
Ælfgar est un noble anglo-saxon du milieu du XIe siècle. Il est comte d'Est-Anglie à deux reprises dans les années 1050, puis comte de Mercie de 1057 à sa mort, survenue vraisemblablement en 1062.

## Biographie
Ælfgar est le fils du comte de Mercie Leofric et de son épouse Godgifu. Il reçoit le titre de comte d'Est-Anglie en 1051, lorsque le détenteur de ce titre, Harold Godwinson, est exilé avec toute sa famille. La famille de Godwin de Wessex est rétablie dans ses domaines dès l'année suivante, et Harold récupère l'Est-Anglie. Ælfgar en redevient le comte en 1053, lorsque Harold devient comte de Wessex à la mort de son père Godwin.
En 1055, Ælfgar connaît à son tour l'exil. Il lève une armée et une flotte de dix-huit navires en Irlande, puis il se rend au pays de Galles, où le roi Gruffydd ap Llywelyn accepte de se joindre à lui contre Édouard. Ils se heurtent à l'armée du comte de Hereford Raoul de Mantes à quelques kilomètres de la ville de Hereford, le 24 octobre. Le comte et ses hommes s'enfuient, et Gruffydd et Ælfgar les pourchassent avant de mettre la ville à sac. Les deux alliés battent en retraite, menacés par l'arrivée du comte Harold à la tête d'une grande armée. La querelle se conclut de manière diplomatique, et Ælfgar est réinstallé à la tête de son comté.
Lorsque son père Léofric meurt, en 1057, Ælfgar lui succède comme comte de Mercie. Un frère de Harold, Gyrth, récupère l'Est-Anglie. Ælfgar connaît à nouveau brièvement l'exil en 1058. Sa dernière mention dans les textes date de 1062, lorsqu'il apporte son soutien à l'élection de Wulfstan comme évêque de Worcester. Il est vraisemblablement mort peu après.

## Mariage et descendance
Ælfgar se marie, peut-être vers la fin des années 1020, avec une certaine Ælfgifu qui est vraisemblablement apparentée à Ælfgifu de Northampton, l'une des épouses du roi Knut le Grand. Ils ont au moins quatre enfants, trois fils et une fille :
- Burgheard, mort en 1060 en rentrant d'un pèlerinage à Rome ;
- Edwin, qui lui succède comme comte de Mercie ;
- Morcar, qui devient comte de Northumbrie en 1065 ;
- Ealdgyth, qui épouse Gruffydd ap Llywelyn, puis Harold Godwinson.